# Стшелин (гмина)
Стшелин (пол. Strzelin) — городско-сельская гмина (волость) в Польше, входит как административная единица в Стшелинский повет, Нижнесилезское воеводство. Население — 21 767 человек (на 2004 год).

## Демография
| Перепись                       | Всего   | Всего | Женщины | Женщины | Мужчины | Мужчины |
| ------------------------------ | ------- | ----- | ------- | ------- | ------- | ------- |
| Единицы                        | человек | %     | человек | %       | человек | %       |
| Население                      | 21 767  | 100   | 11 156  | 51,3    | 10 611  | 48,7    |
| Плотность населения (чел./км²) | 126,8   | 126,8 | 65      | 65      | 61,8    | 61,8    |

## Сельские округа
1. Бялы-Косчул
2. Беджихув
3. Бежин
4. Брожец
5. Хоцивель
6. Ченшице
7. Данковице
8. Дембники
9. Доброгощ
10. Гембице
11. Гембчице
12. Генсинец
13. Глембока
14. Госченцице
15. Гужец
16. Каршув
17. Каршувек
18. Казанув
19. Кшепице
20. Куропатник
21. Людув-Польски
22. Микошув
23. Муховец
24. Нешковице
25. Новолесе
26. Пенч
27. Пётровице
28. Плавна
29. Скорошовице
30. Стшегув
31. Щавин
32. Щодровице
33. Тшесне
34. Варкоч
35. Вонвольница
36. Железник

## Поселения
1. Гличина
2. Гура
3. Грабины
4. Качув
5. Машице
6. Мойкув
7. Мышковице
8. Улица
9. Зимне-Долы

## Соседние гмины
1. Гмина Борув
2. Гмина Цепловоды
3. Гмина Доманюв
4. Гмина Кондратовице
5. Гмина Пшеворно
6. Гмина Вёнзув
7. Гмина Зембице